# Contea di Bombala
La contea di Bombala è una Local Government Area che si trova nel Nuovo Galles del Sud. Essa si estende su una superficie di 3.945 chilometri quadrati e ha una popolazione di 2.617 abitanti. La sede del consiglio si trova a Bombala.